# Белозёров, Семён Ефимович
Семён Ефимович Белозёров (6 февраля 1904 ― 1987) ― советский учёный и педагог. Специалист в области истории математики. Кандидат физико-математических наук. Ректор Ростовского государственного университета (РГУ) в 1938—1954 гг.

## Биография
Родился 6 февраля 1904 года. Учился в Куликовской школе в Калачинском районе Омской области. В подростковом возрасте работал пастухом в деревне. В возрасте 18 лет поступил на рабфак, после чего с отличием окончил физико-математический факультет Саратовского государственного университета. Окончил аспирантуру и быстро выдвинулся как преподаватель.
В 1938 году был назначен ректором Ростовского государственного университета и оставался на этой должности в самые тяжёлые годы университета. В 1939 году под руководством профессора М. Я. Выгодского защитил кандидатскую диссертацию на тему «Из истории теории функций комплексного переменного». Был одним из первых учёных в стране, которые специализировались в области истории математики (которая в качестве учебной дисциплины в то время советскими академическими кругами воспринималась неоднозначно), а конкретно изучал историю теории аналитических функций. Был автором ряда научных работ и монографий: «Основные этапы развития общей теории аналитических функций» (1962), «Пять знаменитых задач древности» (1975) и др.
Заложил основы обстоятельного изучения истории университета, был автором публикаций на эту тему. В течение многих лет читал спецкурс «История и современная теория знаменитых задач древности» в Ростовском государственном университете.
Уступил пост ректора РГУ О. А. Алекину в 1954 году. Скончался в 1987 году.